# Теплосчётчик

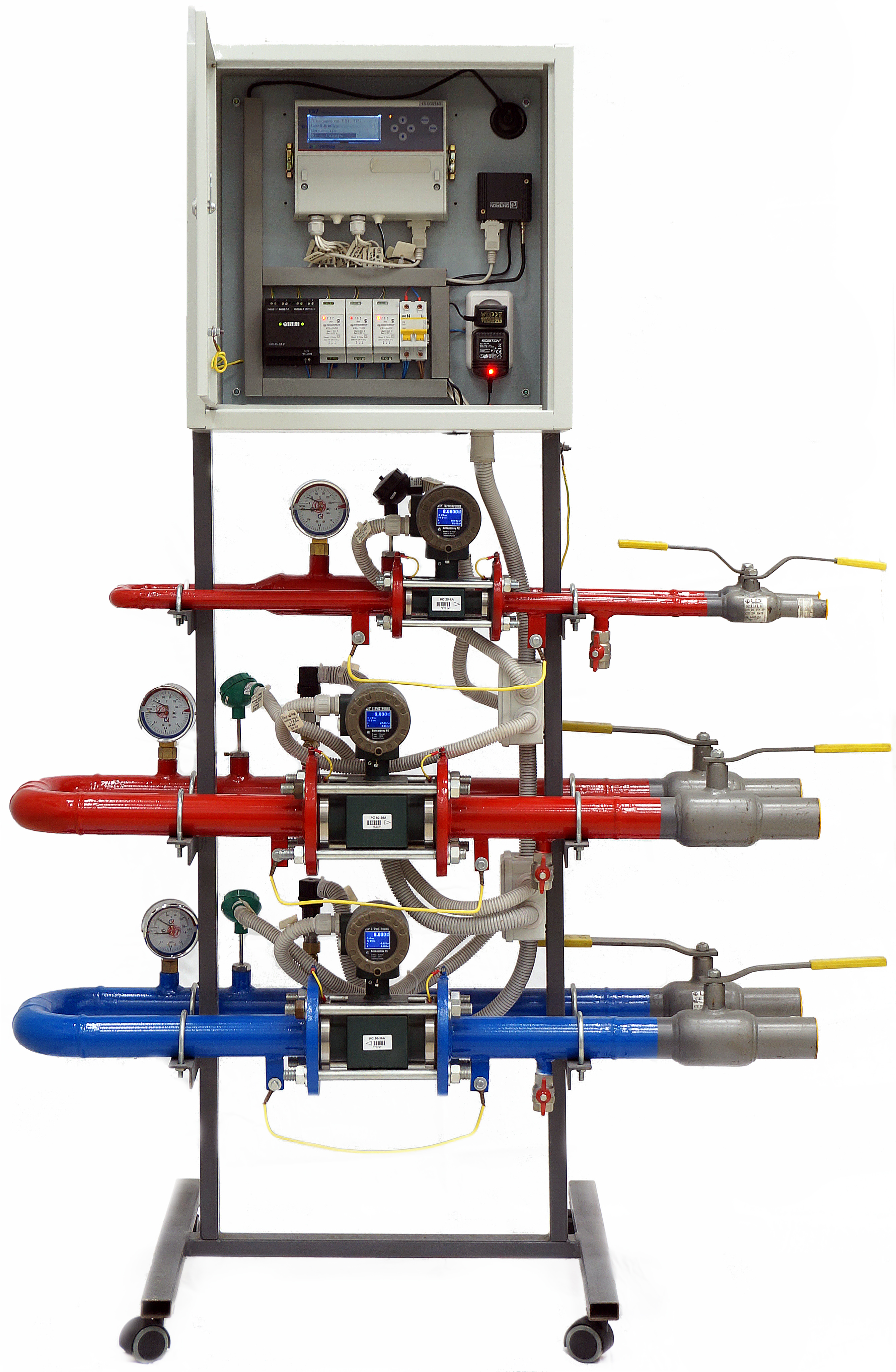
Узел учёта тепла и воды по трубам отопления, горячего и холодного водоснабжения. На каждой трубе установлены датчики температуры, давления и расхода воды. В щитке сверху установлены тепловычислитель и модем для централизованного сбора данных.

Теплосчётчик (узел учёта тепла) — прибор или комплект приборов (средство измерения), предназначенный для определения количества теплоты и измерения массы и параметров теплоносителя.

## Назначение
Учёт и регистрация отпуска и потребления тепловой энергии организуются с целью:
- осуществления взаимных финансовых расчетов между энергоснабжающими организациями и потребителями тепловой энергии;
- контроля за тепловыми и гидравлическими режимами работы систем теплоснабжения и теплопотребления;
- контроля за рациональным использованием тепловой энергии и теплоносителя;
- документирования параметров теплоносителя: массы (объема), температуры и давления.

Учёт тепловой энергии и теплоносителя осуществляется:
- на источнике теплоты (ТЭЦ, районные тепловые станции, котельные);
- у потребителя теплоты (жилые, общественные, производственные здания и сооружения).
- на центральных и индивидуальных тепловых пунктах.

## Состав и принцип работы
Принципиально теплосчётчик состоит из следующих элементов:
- вычислитель количества теплоты;
- датчики расхода;
- датчики температуры;
- датчики избыточного давления;
- источники электропитания.

На каждом узле учёта тепловой энергии с помощью приборов должны определяться:
- время работы приборов узла учёта;
- отпущенная тепловая энергия;
- масса (объем) отпущенного и полученного теплоносителя;
- масса (объем) теплоносителя, расходуемого на подпитку системы теплоснабжения;
- тепловая энергия, отпущенная за каждый час;
- масса (объем) отпущенного и полученного теплоносителя за каждый час;
- масса (объем) теплоносителя, расходуемого на подпитку системы теплоснабжения за каждый час;
- среднечасовая и среднесуточная температура теплоносителя в подающем, обратном трубопроводах и трубопроводе холодной воды, используемой для подпитки;
- среднечасовое давление теплоносителя в подающем, обратном трубопроводах и трубопроводе холодной воды, используемой для подпитки.

## Поверка теплосчётчика
Как правило, новый теплосчётчик продаётся с первичной поверкой всех датчиков, подтверждающей его работоспособность, выполненной на заводе-изготовителе. Доказательством её проведения может служить специальная наклейка, клеймо, соответствующая запись, указанная на самом приборе и в прилагающемся к нему документе. Очередная поверка теплосчётчика в России проводится один раз в 4 или 5 лет (точное значение меняется в зависимости от установленного прибора, указано в его паспорте). По российским законам поверка выполняется за счет владельца узла учёта или объекта недвижимости, где он установлен.